# Marjan Starc
Marjan Starc, slovenski veteran vojne za Slovenijo, pravnik in policist * ?.
Je nekdanji načelnik inšpektorata milice Uprave za notranje zadeve Ljubljana mesto.

## Odlikovanja in nagrade
Leta 1992 je prejel častni znak svobode Republike Slovenije z naslednjo utemeljitvijo: »za izjemne zasluge pri obrambi svobode in uveljavljanju suverenosti Republike Slovenije«.